# Programmations des Rencontres trans musicales
 (décembre 2016).
Si vous disposez d'ouvrages ou d'articles de référence ou si vous connaissez des sites web de qualité traitant du thème abordé ici, merci de compléter l'article en donnant les références utiles à sa vérifiabilité et en les liant à la section « Notes et références ».
 (août 2019).
Motif : Mettre les éditions par ordre chronologique et mettre à jour.
Pour un article plus général, voir Rencontres trans musicales.
Groupes ayant été programmés lors des Rencontres trans musicales de Rennes depuis leur création.

## Édition 2019
- Gystere Show par Gystere (France)

## Édition 2015
- Khun Narin Electric Phin Band (Thaïlande)
- The Dizzy Brains (Madagascar)
- Monika (Grèce)
- The Comet is coming (Angleterre)
- Paradis (France)
- Jacques (France)
- The Brother Moves On (Afrique du Sud)
- JP Manova (France)
- Imarhan (Algérie)
- Georgia (Angleterre)
- Dralms (Canada)
- London O'Connor (États-Unis)
- Molécule (France)
- Drones Club (Angleterre)
- Mawimbi (France)
- Fatnotronic (Brésil)
- Okmalumkoolkat (Afrique du Sud)

## Édition 2014
- Mercredi 3 décembre
  - L'Ubu : Wilkimix (France), Max Jury (États-Unis), Sabina (États-Unis - France), Alsarah & The Nubatones (Soudan - États-Unis), Forever Pavot (France)
  - Aire Libre : Viking (France), Jeanne Added (Création, France)

- Jeudi 4 décembre
  - L'Ubu : Pierre Kwenders (Canada - Congo), Dead Obies (Canada), Rich Aucoin (Canada) & Encore! (France)
  - Les Champs Libres : Conférence-concert du Jeu de l'Ouïe : Orient et Occident : une longue histoire de croisements - concert de Alsarah & The Nubatones (Soudan - États-Unis)
  - L'Etage : Fawl (France), Eagles Gift (France), Gandi Lake (France), Bison Bisou (France)
  - Aire Libre : Viking (France), Jeanne Added (Création, France)
  - Parc des Expos :
    - Hall 3 : Kosmo Pilot (France), Courtney Barnett (Australie), Kate Tempest (Royaume-Uni), A-Wa (Yémen - Israël), Molotov Jukebox (Royaume-Uni)
    - Hall 8 : Frank McWeeny (France- Royaume-Uni), Clarens (France), Curtis Harding (États-Unis), Raury (États-Unis), Sekuoia (Danemark)
    - Hall 4 Green Room : Marco Barotti (Italie), New Jackson (Irlande), Andre Bratten (Norvège), F.E.M (France)

- Vendredi 5 décembre
  - L'Ubu : Verveine (Suisse), Puts Marie (Suisse), Pablo Nouvelle (Suisse)
  - Les Champs Libres : Conférence-Concert du Jeu de L'Ouïe : "Au cœur du rythme : la batterie - concert de Tumi Mogorosi (Afrique du Sud)
  - L'Etage : Fuzeta (France), I Me Mine (France), My Summer Bee (France), Darjeeling Speech (France)
  - Le Triangle : Compagnie Revolution (France)
  - Aire Libre : Moses Sumney (France), Jeanne Added (Création, France)
  - Parc des Expos :
    - Hall 3 : La Fine Equipe (France), Dad Rocks! (Danemark), Cosmo Sheldrake (Royaume-Uni), Smoove & Turrell (Royaume-Uni), Compact Disk Dummies (Belgique)
    - Hall 8 : Superets Sound System (France), Grand Blanc (France), Metà Metà (Brésil), Naked (On Drugs) (France - Royaume-Uni), DBFC (France), Thylacine (France)
    - Hall 9 : Lord Paramour (France), Songhoy Blues (Mali), Jungle By Night (Pays-Bas), The Avener (France), Rone Création Live (France), Friend Within (Royaume-Uni), Ten Walls (Lituanie)
    - Hall 4 Green Room : Joy Squander (France), President Bongo (Islande), N'To (France), Vilify (Canada)

- Samedi 6 décembre
  - Les Champs Libres : Conférence-Concert du Jeu de L'Ouïe : Portrait musical d'une ville : Manchester - concert de Naked (On Drugs) (France - Royaume-Uni)
  - L'Etage : The Slow Sliders (France), Sax Machine feat. Racecar (France), Fragments (France), Bantam Lyons (France)
  - Aire Libre : Moses Sumney (France), Jeanne Added (Création, France)
  - « Médiathèque Lucien Herr » : Khan.(2 (France)
  - Le Triangle : Compagnie Revolution (France - Brésil)
  - Parc des Expos :
    - Hall 3 : Big Buddha (France), Oso Leone (Espagne), The Ringo Jets (Turquie), Jambinai (Corée du Sud), Money For Rope (Australie), Fumaça Preta (Pays-Bas - Brésil)
    - Hall 8 : Mac l'Arnaque (France), Tumi Mogorosi (Afrique du Sud), Vaudou Game (Togo - France), Lizzo (États-Unis), Too Many Zooz (Royaume-Uni), Le Zooo (France), Clap! Clap! (Italie), Ninos Du Brasil (Italie), Awesome Tapes From Africa (États-Unis)
    - Hall 9 : Blutch (France), Den Sorte Skole (Danemark), Barnt + Aguayo (Allemagne - Chili), Islam Chipsy (Égypte), Boris Brejcha (Allemagne), The Hacker (France), Costello (France)
    - Hall 4 Green Room : Animal Chuki (Pérou), Alphaat (France), Dollkraut (Pays-Bas), Joyce Muniz (Brésil - Autriche)

- Dimanche 7 décembre
  - Aire Libre : Moses Sumney (France), Jeanne Added (Création, France)
  - L'Ubu : Black Commando (États-Unis), Soft Lit (États-Unis), Courtship Ritual (États-Unis), Shamir (États-Unis), Fitness (États-Unis), Montreal Sex Machine (États-Unis), Negative Supply (États-Unis)

## Édition 2013
- Mercredi 4 décembre
  - L'Ubu : Concert 8-10 ans avec Moodoïd (France)
  - L'Ubu : Gilles Le Guen (France), Republik (France), Les Nus (France), Apochela (France), Juveniles Dj Set (France)
  - Aire Libre : Léonie Pernet (France), Benjamin Clementine (Création, Royaume-Uni)

- Jeudi 5 décembre
  - L'Ubu : Concert 8-10 ans avec Oum Shatt (Allemagne)
  - Les Champs Libres : Conférence-Concert du Jeu de L'Ouïe : L'autre dimension du concert : la scénographie - concert de Public Service Broadcasting (Royaume-Uni)
  - L'Etage : Marquees (France), Fat Supper (France), The Red Goes Black (France), Okay Monday (France)
  - Aire Libre : Léonie Pernet (France), Benjamin Clementine (Création, Royaume-Uni)
  - Parc des Expos :
    - Hall 3 : Wilkimix + VJ 01zu (France), Moodoïd (France), Luke Jenner (États-Unis), Bosco Delrey (États-Unis), Har Mar Superstar (États-Unis)
    - Hall 4 : Big Buddha (France), Chic Gamine (Canada), London Grammar (Royaume-Uni), La Yegros (Argentine), Sixtine (France)
    - Green Room : Popa Zens (France), Surfing Leons (Belgique)

- Vendredi 6 décembre
  - L'Ubu : Concert 8-10 ans avec Tiloun (France, La Réunion)
  - Les Champs Libres : Conférence-Concert du Jeu de L'Ouïe : "La notion de transe dans les musiques actuelles - concert de Dakhabrakha (Ukraine)
  - L'Etage : Disco Anti Napoleon (France), Expø (France), The Same Old Band (France), The Enchanted Wood (France)
  - Le Triangle : Käfig Brasil (France - Brésil)
  - Aire Libre : Léonie Pernet (France), Benjamin Clementine (Création, Royaume-Uni)
  - Parc des Expos :
    - Hall 3 : Edith Presley (France), The Skins (États-Unis), Mikhael Paskalev (Norvège), Jacuzzi Boys (États-Unis), Mozes & The Firstborn (Pays-Bas)
    - Hall 4 : DJ Prosper (France), Oum Shatt (Allemagne), Le Vasco (France), Meridian Brothers (Colombie), Melt Yourself Down (Royaume-Uni), Public Service Broadcasting (Royaume-Uni), Frikstailers (Argentine)
    - Hall 9 : Labelle (France, La Réunion), Nova Heart (Chine), Les Gordon (France), Stromae (Belgique), Horse Meat Disco (Royaume-Uni), Escort (États-Unis), Marcus Marr (Royaume-Uni), The Crystal Ark (États-Unis)
    - Green Room : Dj Azaxx (France), Clyde P (France), Madame (France), Symbiz (Corée du Sud), Rouge Mécanique (France - Allemagne)

- Samedi 7 décembre
  - Les Champs Libres : Conférence-Concert du Jeu de L'Ouïe : Disco ! - concert de Escort (États-Unis)
  - L'Etage : The Travellers (France), Samba de la Muerte (France), Rhume (France), Dead (France)
  - Aire Libre : Léonie Pernet (France), Benjamin Clementine (Création, Royaume-Uni)
  - Le Triangle : Käfig Brasil (France - Brésil)
  - Parc des Expos :
    - Hall 3 : Luz (France), Iva G. Moskovitch (Royaume-Uni), Daughn Gibson (États-Unis), Superets (France), Kid Karate (Irlande), Velvet Two Stripes (Suisse)
    - Hall 4 : Kosmo Pilot (France), Tiloun (France, La Réunion), Dakhabrakha (Ukraine), Lonnie Holley (États-Unis), Ibibio Sound Machine (Royaume-Uni), A Tribe Called Red (Canada), Gang Do Electro (Brésil), Acid Arab (France)
    - Hall 9 : Fakear (France), Tiger & Woods (Italie), The Midnight Beast (Royaume-Uni), Boston Bun (France), Joris Delacroix présente Boarding Pass (France), Konstantin Sibold (Allemagne), Julian Jeweil (France)
    - Green Room : Doist! (France), Kosme (France), Louisahhh! (États-Unis), Charlie Kane (Royaume-Uni)

- Dimanche 8 décembre
  - L'Ubu : Jungle (Royaume-Uni), Fyfe (Royaume-Uni), Larry Gus (Grèce), Golden Teacher (Écosse), Optimo (Écosse)

Annulation : Molotov Jukebox (Royaume-Uni), remplacé par Sixtine (France)

## Édition 2012
- Mercredi 5 décembre
  - Aire Libre : Lispector (France), Crane Angels (France), Licornia (Création, France),

- Jeudi 6 décembre
  - Les Champs Libres : Conférence-Concert du Jeu de L'Ouïe : Le souffle libertaire du Rock allemand - concert de Camera (Allemagne)
  - L'Etage : Lolito (France), Clockwork of the Moon (France), Bow Low (France), Goldwave (France)
  - Aire Libre : Nunna Daul Isunyi (France), Botibol (France), Licornia (Création, France)
  - Parc des Expos :
    - Hall 3 : Julien Tiné (France), Team Ghost (France), Nick Waterhouse (États-Unis), China Rats (Royaume-Uni), Mermonte (France)
    - Hall 4 Chris Mix Stage : Nin Petit (Royaume-Uni), Camera (Allemagne), Burning House (France / États-Unis), Madeon (France), Netsky (Belgique)
    - Green Room : Adrian Veidt (France), Madben (France),

- Vendredi 7 décembre
  - Les Champs Libres : Conférence-Concert du Jeu de L'Ouïe : "Le Vintage", entre glamour et nostalgie - concert de Nick Waterhouse (États-Unis)
  - Le 4 Bis : The Right Ons (Espagne), Little Trouble Kids (Belgique)
  - L'Etage : Pegase (France), O Safari (France), We Are Van Peebles (France), First Lady (France)
  - La Cité : Lianne La Havas (Royaume-Uni), Paul Thomas Saunders (Royaume-Uni), Lou Doillon (France)
  - Le Triangle : Wanted posse (France)
  - L'Opéra : How we tried... (Olivier Mellano, France)
  - Aire Libre : Strasbourg (France), Petit Fantôme (France), Licornia (Création, France)
  - Parc des Expos :
    - Hall 3 : The Miracles Club (États-Unis), MS MR (États-Unis), THUMPERS (Royaume-Uni), Von Pariahs (France), Birth of Joy (Hollande), The Miracles Club Live (États-Unis)
    - Hall 4 Chris Mix Stage : Jupiter (France), Petite Noir (Afrique du Sud / Royaume-Uni), Phoebe Jean & The Airforce (États-Unis / France), O. Children (Royaume-Uni), Agent Side Grinder (Suède), Astrodynamics (France), Doldrums (Canada), Jupiter (France)
    - Hall 9 : Kosmo Pilot (France), Ondatropica (Colombie), Rachid Taha Zoom Project (Algérie / France / Royaume-Uni), Maya Jane Coles (Royaume-Uni), Vitalic VTLZR Live (France), Black Belt Andersen (Norvège), Sarah W_Papsen (France)
    - Green Room : Budju (France), Sinjin Hawke (Canada), Villanova (France), Barnt (Allemagne)

- Samedi 8 décembre
  - Les Champs Libres : Conférence-Concert du Jeu de L'Ouïe : L'impact artistique des labels dans les musiques actuelles - concert de Crane Angels (France)
  - Le 4 Bis : Hola a Todo el Mundo (Espagne), Get Your Gun (Danemark)
  - La Cité : Zammuto (États-Unis), Kwes (Royaume-Uni), Zam Rock (Zambie / Allemagne)
  - L'Etage : Gomina (France), Alphabet (France), The Octopus (France), Darko (France)
  - Aire Libre : Lonely Walk (France), JC Satan (France / Italie), Licornia (Création, France)
  - Le Triangle : Wanted posse (France)
  - L'Opéra : How we tried... (Olivier Mellano, France)
  - Parc des Expos :
    - Hall 3 : Shazzula (France), Melody's Echo Chamber (France), The 1969 Club (France), The Struts (Royaume-Uni), Hot Panda (Canada), Avondale Airforce (États-Unis)
    - Hall 4 Chris Mix Stage : Kosmo Pilot (France), La Gale (Suisse), St.Lô (France), Wanted posse (France), Sinkane (Soudan / États-Unis), Baloji (Congo), Skip&Die (Afrique du Sud / Hollande), CUIR! Moustache (France)
    - Hall 9 : Superpoze (France), Black Strobe (France), UZ (xx), TNGHT (Écosse / Canada), Zeds Dead (Canada), Attaque (Royaume-Uni), Spitzer (France)
    - Green Room : Red Sunrise (Australie), Get a Room ! (France), Compuphonic (Belgique), Kölsch (Danemark)

- Dimanche 9 décembre
  - L'Opéra : How we tried... (Olivier Mellano, France)
  - L'Ubu : Kosmo Pilot (France), Babe (Royaume-Uni / France), Archipel (France), Frànçois & The Atlas Mountains (France), Nin Petit (Royaume-Uni), The Miracles Club Live (États-Unis), Nin Petit (Royaume-Uni), Compuphonic (Belgique)

## Édition 2011
- Mercredi 30 novembre
  - Aire Libre : The Delano Orchestra (France), Zak Laughed (France), St Augustine (France), Kütu Folk-The Band (France)

- Jeudi 1er décembre
  - Le Liberté : DJ Kosmo Pilot (France), Saidah Baba Talibah (Canada), Vinnie Who (Danemark), Lewis Floyd Henry (Royaume-Uni), Magnifico (Slovénie), Capacocha (Pays-Bas), We are Standard (Espagne), Christine (France)
  - L'Ubu : Les Spadassins (France), Rhum For Pauline (France), Monkey & Bear (France), Dissonant Nation (France)
  - La Cité : Group Rhoda (États-Unis), Michael Kiwanuka (Royaume-Uni), Bumpkin Island (France)
  - Aire Libre : Dempster Highway (France), St Augustine (France), Hospital Ships (États-Unis), Kütu Folk-The Band (France)
  - Les Champs Libres : Conférence-Concert du Jeu de L'Ouïe : Instruments rares et originaux dans les musiques d'aujourd'hui - concert d'Orchestra of Spheres (Nouvelle-Zélande)

- Vendredi 2 décembre
  - Le 4 Bis : Isbells (Belgique), Moss (Pays-Bas)
  - La Cité : Haight Ashbury (France), Sallie Ford and the Sound Outside (États-Unis), Maylee Todd (Canada)
  - L'Ubu : Juveniles (France), Splash Wave (France), Wonderboy (France), Shiko Shiko (France)
  - Parc des Expos :
    - Hall 3 : Luz (France), Kakkmaddafakka (Norvège), Orchestra of Spheres (Nouvelle-Zélande), Fuel Fandango (Espagne), Stuck in the Sound (France)
    - Hall 4 : Wilkimix (France), Za! (Espagne), Robin Foster (Royaume-Uni - France), Colin Stetson (Canada), Alexander Tucker (Royaume-Uni), Motor City Drum Ensemble (Allemagne), Totally Enormous Extinct Dinosaurs (Royaume-Uni), Dellarge (Mexique)
    - Hall 9 : Souleance (France), Breton (Royaume-Uni), Hollie Cook (Royaume-Uni), Todd Terje (Norvège), SBTRKT (Royaume-Uni), Silverio (Mexique), Factory Floor (Royaume-Uni)
    - Green Room : Nekochan (France), Childrum (France), Black Ham (France), Niveau Zéro (France)

  - Le Triangle : Pockemon Crew (France)
  - Centre Culturel Cesson-Sévigné : Galaxie (Canada), Janice Graham Band (Royaume-Uni)
  - Aire Libre : Garciaphone (France), Evening Hymns (Canada), Kütu Folk-The Band (France)
  - Les Champs Libres : Conférence-Concert du Jeu de L'Ouïe : Le "Garage" : underground et intègre, un autre rock au cœur du rock - concert d'Hanni El Khatib (États-Unis)

- Samedi 3 décembre
  - Le 4 Bis : Giana Factory (Danemark), Guadalupe Plata (Espagne)
  - La Cité : Epic Rain (Islande-Liban), Ghostpoet (Royaume-Uni), Backpack Jax (États-Unis - France)
  - L'Ubu : 50 Miles from Vancouver (France), Jesus Christ Fashion Barbe (France), Mein Sohn William (France), Im Takt (France)
  - Parc des Expos :
    - Hall 3 : Gloria Dave (France), Galaxie (Canada), Hanni El Khatib (États-Unis), Janice Graham Band (Royaume-Uni), Holloys (États-Unis), Wolf People (États-Unis)
    - Hall 4 : Rivoli (France), Mexican Institute of Sound (Mexique), Shabazz Palaces (États-Unis), Pockemon Crew (France), Spoek Mathambo (Afrique du Sud), Spank Rock (États-Unis), Compagnie Engrenage (France), Senor Picante (Mexique)
    - Hall 9 : Zomby (Royaume-Uni), Carbon Airways (France), Nguzunguzu (États-Unis), Agoria (France), Huoratron (Finlande), Don Rimini (France), Fukkk Offf (Allemagne)
    - Green Room : Suckafish P.Jones (Australie), Numeric Ravers (France), Cardopusher (Venezuela), Baadman (France)

  - Aire Libre : Soso (Canada), The Delano Orchestra (France), Kim Novak (France), Kütu Folk-The Band (France)
  - Les Champs Libres : Conférence-Concert du Jeu de L'Ouïe : L'"Americana", redécouverte d'une culture et voyage aux sources du rock - concert de Sallie Ford & The Sound Outside (États-Unis)

- Dimanche 4 décembre
  - Aire Libre : Soso (Canada), Kütu Folk - The Band (France)

Annulations : Kourosh Yaghmaei (Iran), Zé Brown (Brésil), Pastry Case (France)

## Édition 2010[1]
- Jeudi 9 décembre
  - Le Quatre Bis : Prismo Perfect, The Furs, Von Pariahs
  - L'Étage : Eat your Toys, Fuckin' Hell Orkestar, Lena Deluxe
  - Hall 3 : Audrey Katz, Lars & the Hands of Light (da), Egyptian Hip Hop (band) (en), The Toxic Avenger, Funeral Party (en)
  - Hall 4 : The Pack A.D. (en), Phenomenal Handclap Band (en), Donso, Magnetic Man, Beataucue
  - Green Room : Bros Before Hoes, Lady Late

- Vendredi 10 décembre
  - Le Quatre Bis : Belone, Djack, Green Vaughan
  - L'Étage : AD..., Manceau, Garbo
  - Cité: La Corda, Outasight (en), Dengue Fever
  - Hall 3: Dj Sambal, Paris Suit Yourself, Oy (Band) (de), Witty Crew, Is Tropical, Concrete Knives
  - Hall 4: Eat My Beat Mr Lenski, Madensuyu, Salem, Alex Metric (en), Dj Morpheus, Shogun Kunitoki
  - Hall 9: Dj Ordœuvre, Raph Dumas & The primaveras & la Cobla Mil.Lenaria, Matmon Jazz by Ordœuvre, M.I.A., Systema Solar, Janelle Monáe
  - Green Room : Labelle (France), James Unk, Marklion, Rafale

- Samedi 11 décembre
  - Le Quatre Bis: Manatee, The Lanskies, Trap
  - L'Étage: Güz II, Lady Jane, Sudden Death Of Stars
  - Cité: Ava Luna (en), WU LYF
  - Hall 3: Crocodiles, Roky Erickson, The Inspector Cluzo & Mates, Mama Rosin, Wooden Shjips
  - Hall 4: Kosmo Pilots, Dominique Young Unique, Filewile, Blitz the Ambassador (en), Gonjasufi, Bomba Estéreo
  - Hall 9: Théo Gravil, Matthew Dear, The Gaslamp Killer (en), Pnau, A-Trak, Teenage Bad Girl, Renaissance Man
  - Green Room : Manaré, Janski Beeeats (en), French Fries, IIIStM

Mu Juice et Stromae en résidence à l'Aire Libre du 8 au 12 décembre.
Annulation: Pigeon John

## Édition 2009
- mercredi 2 décembre
  - Village : Florian Mona & Son Caravane Sofa Tour (France)
  - Ubu : Peter Winslow (France), Slow Joe & The Ginger Accident (Inde - France), Transformer (GB), Breakage (GB)
  - Le 4 Bis : Osni (France), The Bird Is Yellow (France), Misty Socks (France)
  - Aire Libre : 69 (France), Gaëtan Roussel (France - États-Unis)

- jeudi 3 décembre
  - Village : Florian Mona & Son Caravane Sofa Tour (France)
  - Ubu : Del Cielo (France), Complot (France)
  - Le 4 Bis : Reggiori Project (France), Framix (France), Cercueil (France)
  - Le Liberté :
    - Liberté Bas : Oof (France), The Whitest Boy Alive (Norvège), V.V. Brown (GB), Abraham Inc feat. David Krakauer / Fred Wesley / Socalled (États-Unis), Vrelo (Serbie)
    - L'Etage : DJ Sandra (Russie), Beast (Canada), Hook & The Twin (GB), An Experiment On Bird In The Air Pump (GB), 78 RPM Selector (France)

  - Aire Libre : 69 (France), Gaëtan Roussel (France - États-Unis)

- vendredi 4 décembre
  - Ubu : La Terre Tremble !!! (France), Nimh (France)
  - La Cité : Bright Black Morning Light (États-Unis), Gablé (France), Cass McCombs (États-Unis)
  - Le 4 Bis : I'm Fresh! You're Pretty (France), Poor Boy (France), TV Glory (France)
  - Parc des Expos :
    - Place des Fêtes : Florian Mona & Son Caravane Sofa Tour (France)
    - Hall 4 - Bar Heineken : Oil B (France), Théo Gravil (France)
    - Hall 4 : Mister Eleganz As Dj (France), Chocolate Donuts (France), Slow Joe & The Ginger Accident (Inde - France), Detroit Social Club (GB), Major Lazer (Jamaïque - États-Unis), DJ Morpheus (Belgique), Modul Club (France)
    - Hall 3 : Round Table Knights DJs (Suisse), FM Belfast (Islande), The Phantom Band (Écosse), Jessie Evans (États-Unis), The Field (Suède), The Popopopops Dj Set (France), The Wankin' Noodles (France)
    - Hall 9 : DJ Kosmo Pilot (France), Gaggle (GB), Terry Lynn (Jamaïque), Fever Ray (Suède), Aeroplane (Belgique), Sollilaquists Of Sounds (États-Unis)

  - Triangle : Les Associés Crew (France), Révolution (France)
  - Aire Libre : 69 (France), Gaëtan Roussel (France - États-Unis)

- samedi 5 décembre
  - Ubu : The Guests Only (France), West Indies Desire (France)
  - La Cité : Django Django (GB), The Agitator (GB), Naomi Shelton & The Gospel Queens (États-Unis)
  - Le 4 Bis : I Come From Pop (France), Elephanz (France), Roken Is Dodelijk (France)
  - Parc des Expos :
    - Place des Fêtes : Florian Mona & Son Caravane Sofa Tour (France)
    - Hall 4 - Bar Heineken : Oil B (France), Théo Gravil (France)
    - Hall 4 : DJ Haze (France), The Narcicyst (Irak - Canada - Dubaï), Push Up (France), Groove Control (France), The Politics (Danemark), DJ Ride (Portugal), The Very Best (Malawi - France - Suède), Fauna Feat. Tremor (Argentine)
    - Hall 3 : Baris K & Mini (Turquie), Sixto Rodriguez (États-Unis), BLK JKS (Afrique du Sud), The Carps (Canada), Downtown Cuckoo (France), Ezra Bang & The Hot Machine (GB - États-Unis), Meneo (Guatemala - Espagne)
    - Hall 9 : The Twelves (Brésil), The Japanese Popstars (Irlande du Nord), Mr Oizo (France), Popof (France), DJ South Central (GB), Gooseflesh (Turquie), Danton Eeprom (France - GB)

  - Aire Libre : 69 (France), Gaëtan Roussel (France - États-Unis)

- dimanche 6 décembre
  - Aire Libre : 69 (France), Gaëtan Roussel (France - États-Unis)
- Annulation: Lost Valentinos (Australie), National Parcs (Canada).

## Édition 2008
- mercredi 3 décembre
  - Ubu : Goran Gora (Lettonie), Micachu & The Shapes (GB), Tim Exile (GB)
  - Le 4 Bis : Hall 21 (France), Rotor Jambreks (France), The Wankin' Noodles (France)
  - Aire Libre : Budam (Îles Féroé), Orka feat.Yann Tiersen (Îles Féroé - France)

- jeudi 4 décembre
  - Ubu : P.P.E (Slovaquie), Le Pneumatiq (Rép. Tchèque), Mathematikal (Malte)
  - La Cité : John & Jehn (France), Esser (GB), We Have Band (GB)
  - Parc des Expos :
    - Hall 4 : DJ Le Clown Vidéo Circus (France), The Popopopops (France), Cage the Elephant (États-Unis), The DeathSet (États-Unis), 1000 Names (Bulgarie), Minitel Rose (France)
    - Hall 3 : Mario Chris (Chypre), Jay Reatard (États-Unis), Iglu & Hartly (États-Unis), Maths Class (GB), Blamma! Blamma! (GB), autoKratz (GB)

  - Le 4 Bis : Tribeqa (France), Alex Grenier (France), Numerica Rockestra (France)
  - Aire Libre : Budam (Îles Féroé), Orka feat.Yann Tiersen (Îles Féroé - France)

Annulation: Envelopes remplacé par Jay Reatard.
- vendredi 5 décembre
  - Ubu : Hangmas (Hongrie), NagNagNag (France - Italie), Le Corps Mince de Françoise (Finlande)
  - La Cité : Bon Iver (États-Unis), Sister (GB), Sammy Decoster (France)
  - Parc des Expos :
    - Hall 4 : Pat Panik (France), Naïve New Beaters (France), Padded Cell (GB), The Penelopes & Morpheus (France - Belgique), Ramiro Musotto (Argentine - Brésil), Djedjotronic (France), El Guincho (Espagne)
    - Hall 3 : Solange La Frange (Suisse), Success (France), Hello Bye Bye (France), White Rabbits (États-Unis), The glitch mob (États-Unis), Filthy Dukes (GB)
    - Hall 9 : Monosylabikk (Pologne), Creature (Canada), Miss Platnum (Roumanie), Birdy Nam Nam (France), SebastiAn (France), The Shoes (France)

  - Le 4 Bis : Debmaster (France), Depth Affect (France), Peter Digital Orchestra (France)
  - Aire Libre : Budam (Îles Féroé), Orka feat.Yann Tiersen (Îles Féroé - France)

Annulations: Dj Ride remplacé par Pat Panik, Magistrates remplacé par Hello Bye Bye.
- samedi 6 décembre
  - Ubu : De Portables (Belgique), Gablé (France), The Bewitched Hands On The Top Of Our Heads (France)
  - La Cité : Ka Jazz (France), Leon Jean Marie (GB), Anthony Joseph & The Spam Band feat. Joe Bowie (Trinidad - GB - États-Unis)
  - Parc des Expos :
    - Hall 4 : Miss Dj Blue (France), Dels (GB), Ebony Bones (GB), Switch (GB), The Count & Sinden (GB), Diplo (États-Unis), Chris de Luca vs Phon.O (Allemagne), Beat Torrent (France), Dj Mujava (Afrique du Sud)
    - Hall 3 : Rosita Warlock & Mr Djub (France), The Residents (États-Unis), Gilles Le Guen (France), The Black Angels (États-Unis), Professor Murder (États-Unis), Missill Live Gang (France), South Central DJ Set (GB)
    - Hall 9 : Clara Moto (Autriche), Metal On Metal (Lituanie), Crookers (Italie), Hifana (Japon), Brodinski (France), The Proxy (Russie), The Driver aka Manu le Malin (France)

  - Le 4 Bis : Nola's Noise (France), 64 Dollar Question (France), The Summer Of Maria False (France)
  - Aire Libre : Budam (Îles Féroé), Orka feat.Yann Tiersen (Îles Féroé - France)

### Trans à l'Export: Trans à Paris
28 mars 2008 : Bobby Hardcore Liberace - Kenobi - Foreign Beggars - The Heavy - Tunng.

## Édition 2007
Alee - Badume's Band - Beardyman - Belone Quartet - Bibi Tanga & Le Professeur Inlassable - Big Buddha - Bobby Hardcore Liberace & Lee Hands Perrins - Boys Noize - Calvin Harris - Candie Payne - Carton Park - Dajla - Dan Deacon - Dead Kids - DJ Morpheus - Don Rimini - Étienne De Crécy Live (Superdiscount) - Filip Dean Junior - Dajla - Florian Mona - Flying Lotus - Foreign Beggars - Fredo Viola - French Cowboy - Fujiya & Miyagi - Galactic feat. Chali 2na (Jurassic 5), Lyrics Born (Quannum) & Boots Riley (The Coup) - Getatchew Mekurya & The Ex - Girl Talk - Guns of Brixton - Guns'n'Bombs - Hako - Hamlet - Imam Baildi - Indigo Moss - Ipso Facto - I Was There - Jamie Woon - Jamika - Kate Nash - Kim Novak - Lady Jane - Les Vedettes - Lilea Narrative - Love Trio In Dub Feat. U-Roy - Lug-na - Metronomy - Micronologie - MixHell - Modeselektor - My Federation - My Name Is Nobody - Papier Tigre - Pony Pony Run Run - Prins Nitram - Rafale - Rodrigo Y Gabriela - Salvatore - Santogold - Simian Mobile Disco - Sinden - Sister Phunk Brothers - Solange La Frange - South Central - Subversive Boy - The Bloody Beetroots - The Dø - The Glass - The Heavy - The Ting Tings - The Vienna Vegetable Orchestra - The View - The Whip - The Willowz - Tiny Masters of Today - Tunng with Buck 65 & Serafina Steer - Twisted Charm - Yo Majesty - Yuksek.
Annulations : Fredo Viola, Von Südenfed, XX Teens.

## Édition 2006
Albert Hammond Jr - Aufgang - Babar Luck - Beats & Styles - Big Buddah - Cassius - Cat Power - Cold War Kids - CSS - Dam - Danyel Waro & Titi Robin - Darlin Nikki - David Krakauer - Digitalism - DJ Azaxx - DJ Click - DJ Don Lurie - DJ Flow & Mc Darrison - DJ Le Clown - DJ Mehdi - DJ Morpheus - DJ Netik - Easy Star All-Stars - Edu-K - Ezra - Gildas & Masaya - Gong Gong - Human F.E.A.X - Hyper - I'm From Barcelona - Izabo - Juana Molina - Justice - Kaiser Chiefs - Keny Arkana - Klaxons - Kudu - Les Maîtres Du Bèlè - Mickey Avalon - Missill - Montevideo - MSTRKRFT - Nicole Willis & The Soul Investigators - Nor-Tec Collective - Nouvel R - Olivier Mellano - Orville Brody & Goodfellas - Pat Panik - Peter Von Poehl - Pop Levi - Porcelain - Razorlight - Serena Maneesh - Shy Child - Sierra Leone Refugees All Stars - Sir Nenis - Son of Dave - Stuurbaard Bakkebaard - The Bishops - The Books - The Glass DJ's - The Horrors - The Long Blondes - The Sunshine Underground - Viva Voce.

## Édition 2005
Birdy Nam Nam - Boogaloo - Lotari and more - Boogie Balagan - Champion - Clap Your Hands Say Yeah! - Coldcut - Dajla - Damien - Datarock - David Walters - Desert Rebel - DJ Azaxx - DJ Big Buddha - DJ Cook - DJ Marky feat. Dynamite MC - DJ Morpheus - DJ Prosper - DJ Rub'n'Tug - DJ Zebra - Dring Toy - Duels - Duplexx aka Edan & Insight with guest Dagha - Dwight Trible & The Life Force Trio - El Pres!dente - Engineers - Erol Alkan - Fatale - Flore - Gang of Four - Hayseed Dixie - Hip-J - Iz - Jackson and His Computer Band - Joakim - Juliette & the Licks - Katerine - Kill the Young - Kwal - Mattafix - Messer Chups & Lydia Kavina - Missill - Montgomery - MV Bill - Nervous Cabaret - Olli & The Bollywood Orchestra feat. DJ Swami, Amar, Supreet Suri - Pat Panik Meets Netik - Plan B - Platinum Pied Pipers - Primal Scream - Pure Reason Revolution - Rob Sonic - Rubin Steiner & The Magical Black Shoes Orchestra - Rufus Harley - Saadet Türköz - Sa-ra Creative Partners - Shout Out Louds - Shukar Collective - Skim & Tone - Soil & "Pimp" Sessions - Strup X - Superthriller - Teyss - The Binary Folks - The Brian Jonestown Massacre - The French Cowboy & The German Dudes - The Fugees - The Mitchell Brothers - The Undertones - Tiga - Tom Violence - Treva Whateva - Wax Tailor - Who Made Who - Winston McAnuff & The Bazbaz Orchestra - Yosh.
Annulation : Diplo.

### Trans à l'Export: Trans en Chine
Pékin, 18 & 19 juin 2005 : Big Buddha - Bikini Machine - Bobby Hardcore Liberace - Danyel Waro - Denez Prigent - Digicay - DJ Morpheus - Gotan Project - Iz - Missill - Pat Panik meets Netik - St Germain - Wang Leï - X Makeena.

### Trans à l'Export: Trans en Norvège
Stavanger, festival By:Larm, 11 février 2005 : Gomm - Sonic Machine - X Makeena.

## Édition 2004
Beastie Boys - Bjørn Berge - Border Crossing - Carbon/Silicon - Dizzee Rascal - DJ Aï - DJ Azaxx - DJ Cook - DJ Marrrtin Allstars - DJ Mo - DJ Morpheus - DJ Netik - DJ Netik & DJ Troubl' - DJ Zebra - Dominic Sonic & DJ Aï - Evil 9 feat. Juice Aleem & Toastie Taylor - Goldie Lookin' Chain - Gomm - Hip Drop - Hot Chip - Hushpuppies - Hutchinson - Itäväylä - Jaojoby - Kaizers Orchestra - Kasabian - Kraftwerk - Lars Horntveth - Lefto & Illtaktikz - Les Visiteurs du Soir - Mahjongg - Modey Lemon - My Lullaby - Nosfell - Optimo - Otto - Pat Panik meets Netik - Pete Herbert - Plantlife - Powersolo - Promoe - Psykick Lyrikah - Rao Trio - Redrama - Republic Of Loose - Rodolphe Burger & Erik Marchand - Santa Cruz - Shantel - Skalpel - Strup X - Swami - Sweet Back - Tali - Tarik & Djamel - Teddy Bears STHML - The Glimmer Twins - The Hidden Cameras - The Infadels - The Rakes - The Real Tuesday Weld - The Sunday Drivers - Tim Wright - Trachtenburg Family Slideshow Players - Vitalic - Wakal - Wang Lei - Wylde Bunch - X-Makeena - Yann Tiersen & Shannon Wright.

## Édition 2003
!!! - Aï - Alexander Kowalski - Amp Fiddler - André Roque - Arno - Baba Touré - Bams - Bauchklang - Ben Harper - Bérurier Noir - Beth Gibbons & Le Peuple de l'Herbe - Big Buddha - Blurt - Breakout Project - Brett Johnson - Cherif M'baw - Cibelle - Cody ChesnuTT - Colder - Count Indigo - Dani Siciliano - Danyel Waro - Denez Prigent - Déportivo - DJ Adams Roy - DJ Azaxx - DJ Boogaloo vs DJ Lotari - DJ Cook - DJ Cutlass Supreme - Dj format & Mc Abdominal - DJ Kentaro - DJ Morpheus & El Diablo - DJ Wave - DJ Zebra - Dogger - Donna Summer - Eiffel - Eva Gardner - Fancy - Five Deez - Gang Starr - Hazy Malaze - Hocus Pocus - Jaylib (feat. Madlib, Peanut Butter Wolf & Medaphoar) - Keziah Jones - Leela James - Longkuan & Supermarket - Maurice Fulton - Melissa Auf Der Maur - Metal Urbain - Minimal Compact - Miss'ill - Mix City - Moller Plesset - Mondial Coconut - Mountaineers - Mr. Hyde DJ - Mu - Old Skool Nemo - Pat Panik & DJ Netik - Pauline Croze - Pest - Peter Kruder - Philippe Pascal & the Blue Train Choir - Phtalyl - Playdoh - Ralph Myerz & The Jack Herren Band - Santa Cruz - Sébastien Tellier - Sharko - Sheer.K - Sitronapoo - Smooth - Sonic Machine - Stephan Eicher - Suv Follow The Sun Live Project - Sweet Back - The Film - The Legendary Tigerman - The Orchestra - The Thrills - The Weather (feat. Busdriver, Daedelus & Radioinactive) - Tiefschwarz - Ty - Ursula Rucker - William Vivanco - Willie Cortez - X Makeena - Young Drills.
Annulations : Dani Siciliano, Hazy Malaze.

### Trans à l'Export: Trans à la Réunion
Saint-Pierre de la Réunion, Bato Fou, 7 & 8 mars 2003 : Big Buddha & Tamm Ha Tamm - Bikini Machine - Digicay - DJ Morpheus & El Diablo - DJ Netik - Pat Panik - Zong.

## Édition 2002
2 Many DJ's - An Pierlé - Ashley Slater - Athlete - Audio Bullys Sound System - Bikini Machine - Boom Bip - Bobby Hardcore Liberace - Calexico with Mariachi Luz de Luna - Carmel - Dgiz - DJ Big Buddha - DJ Cash Money - DJ DSL - DJ Flow & MC Youthman - DJ Marmaille - DJ Morpheus - DJ Oof - DJ Phantom & DJ Ride - Drumattic Twins - Earl Zinger - El Diablo - Eric Débris AKA Dr. Mix - ESG - Fat Truckers - Fermin Muguruza - Françoise Guimbert - GG Project - Ginger Ale - Gold Chains - Hang Left Devil - Homelife - I N Fused - Ikara Colt - Jaga Jazzist - J-Live - Josh Martinez - Kings Have Long Arms - Krafty Kuts & A.Skillz - La Rumeur - LCD Soundsystem - Loon - Luis - Margo - Mercan Dede - Me'shell Ndegeocello - Michalon DJ Club - Millionaire - Miniman - Monogram - Mr. & Mrs Cameron - Mr. Scruff - M'Toro Chamou - Naab - Novela - Otis Taylor - Pat'Jaune - Plump Djs - Queen Adreena - Radio 4 - Renaud Papillon Paravel - Salem Tradition - Senses - Stupeflip - Terranova - The Bongolian - The Craftmen Club - The Faint - The Juan McLean - The Stooges Project (feat. J Mascis) - Uminski - Venus - Volta & Fx 909 - Waï - Zong.
Annulation : Andrew Weatherall.

### Téléthon
Durant l'édition 2002 du festival : 13th Hole - Adam Roy - Adon Rivers & Badjé Nan-Wla - Call Jah Crew - Cosmogol - D. Roots Sounds - Da Orchestra - Dancehall Echo Sound - DJ Boogaloo vs DJ Lotari - DJ Carlton - DJ Fwed - V - DJ Wave - Downtown DJ's (Haze & Freeze) - Junks - Koulechov - Monoceros - Pat Panik - Tarik & Djamel - The Dude - Vikings Remedy - X Makeena.

### Trans à l'Export: Trans en Suisse
Neuchâtel, Cargo, 14 & 15 juin 2002 : Bauchklang - Big Buddha - Bikini Machine - Daniel Waro - Digicay - DJ Bikini - Dj Morpheus - Old Skool Nemo - Pat Panik - Wai.

## Édition 2001
Abstrackt Keal Agram - Aesop Rock - Axel Krygier - Andy Bag - A.S. Dragon - Atom Rhumba - Attila Project - Bantam Rooster - Bauchklang - Bikini Machine - Blind - Bobby Conn - Breakestra - Cannibal Ox - Carl Hancock Rux - Cleveland Watkiss - Dahlia - DCA - DJ Azaxx - DJ Big Buddha - DJ Bobby Hardcore Liberace - DJ Eye Spoon - DJ Hell - DJ Morpheus - DJ Netik - DJ Patife & Stamina MC - Drugs - Fischerspooner - Funky Karma - Ghinzu - Gotan Project - Greg Dread - In Vivo - Jimmy Luxury & The Tommy Rome Orchestra - Juan Rozoff - Kaolin - Kinky - Kohann - La Caution - Lefto & ID - Lila Downs - Mary Lake - Mitsu - Mo Solid Gold - Modjo - Mouloud - Nicola Conte - N'Java - Overhead - Pändip - Pascals - Pat Panik & La Rayure - Présidentchirac - Programme - Psyco On Da Bus - Röyksopp - Russell Gunn & Ethnomusicology - Shalark - Sheik Omar Sanogo Group - Slovo - Sondre Lerche - Soul Jazz DJ's - Soul Of Man - Stanton Warriors - Techno Animal - The Bays - The Dirtbombs - The Strut Players DJ's - Tinariwen - Ugly Duckling - Us3 - Wagner Pa - Zero 7 - Zero DB.
Annulations : Ursula Rucker, The Come Ons.

## Édition 2000
...And You Will Know Us by the Trail of Dead - Aïwa - Amon Tobin - Anti Pop Consortium - At the Drive-In - AtomTM - Avril - DJ Azaxx - Benjamin Diamond Electro Band - Bertrand Burgalat - Bobby Hardcore Liberace & Lee Hands Perrins - Bumcello - Chateau Flight (feat. Gilb'r & I:Cube) - Computer Jockeys - Cosmogol & Barbatrax - Cousteau - David Holmes - De La Soul - Dj Assault - DJ Big Buddha - DJ Marrrtin & DJ Junkaz Lou - DJ Master H - DJ Me DJ You - DJ Morpheus - DJ Patrick Pulsinger - DJ Recloose - Dubitators & GSM - Dupain - Françoiz Breut - Funkage - Général Alcazar - Goldfrapp - Groove Terminator - Guru's Jazzmatazz (feat. Herbie Hancock, Angie Stone & Bilal) - Herman Düne - Khan & Julee Cruise - Le Peuple de L'Herbe - Lefto & ID - Leila - Les Nubians - Les Ours du Scorff - Live Human - Louie Austen - LSK - MC Paul Barman - Menlo Park - Mickey 3D - Mike Ladd - MJ's - Morgan - Mr. & Mrs Cameron - Mungal - Norman Spinrad & Richard Pinhas - Ôbrée Alie - Olaf Hund - Ou@rz@z@te System - Pat Panik & La Rayure - Paul Mac Cartn'Paul - People under the stairs - Percubaba - Photek - Plastilina Mosh - Rezerv - Robert le Magnifique - Salmonella Dub - Saul Williams - Señor Coconut - Shane Cough - Simian - Spontus - Sugarman 3 - Suzujia - The (International) Noise Conspiracy - The Nextmen - Thievery Corporation - Tim "Love" Lee - Tom McRae - Tonino Carotone - Toups Bebey & Pact - TTC - Yat-Kha - Zeljko Kerleta & The Space Runners - Zero 7.
Annulations : Avenue A, Deltron 3030, DJ Netik, Spacek, The Creators (feat. Consequence & Craig G) .

## Édition 1999
A - A.D.O.R. - Añjel I.K. - April March - Arling & Cameron - Au Milieu Des Choses - Badly Drawn Boy - Blink 182 - Brassy - Campag Velocet - Charged feat. Bill Laswell, Eraldo Bernucchi, Toshinori Kondo - Cinematic Orchestra - Coldcut - Crazy Town - Danyel Waro - Deep Dish - Def Cut - Demolition Doll Rods - DJ Morpheus - DJ Netik - DJ Neva - DJ Scissorkicks - DJ Wave - DJ Yoshinori Sunahara - Elektrotwist - Étant donnés & Thee Majesty - Emir Kusturica & The No Smoking Orchestra - EZ3kiel - Franck II Louise - Freddy Fresh - Fuel feat.Tipper & Freq Nasty - Grand Popo Football Club - Groove Armada - Jadell - Jaka Dit Jay & Cyril Man - Jean Louis 2000 - Jean-Louis Murat - Jo Kaiat (feat. Cheik Fatamady Kone & Ousmane Keita) - Jungle Brothers - Ken Ishii - Le Hammond Inferno - Le Tone - Leftfield DJ Set feat. Leftfield's P. Daley with N. Rapaccioli & MC Cheshire Cat - London Elektricity - Los Chicharrons & DJ Ramon Santana - Luke Vibert & BJ Cole - Macy Gray - Mardi Gras Brass Band - Me One - Meï Teï Sho - Mukta - Novo Navis - Paranda - Public Enemy - Quannum - Rhythm Masters - Ripley - Rizwan & Muazam Qawwali - Rubin Steiner & Placido - Saïan Supa Crew - Sona Fariq - Space Raiders - Super Collider - Tekameli - The All Seeing I - The Arsonists - The Beat Junkies (feat. J-Rocc & Babu) - The Bellrays - The Egg - Théo Hakola - Titan - Tony Allen - Zimpala : Bnx & Walter - Zuco 103.

## Édition 1998
12 Rounds - Aïsha Kandisha's Jarring Effects - Amadou & Mariam - Baaba Maal - Basement Jaxx - Bedlam Ago Go - Clotaire K - Cypress Hill - Dave Clarke - Dee Jay Punk-Roc - Delakota - Denez Prigent - Digicay - DJ Benoît de Grooves - DJ Cheb Aziz - DJ Core Dump - DJ Marcelinho Da Lua - DJ Krush - DJ Morpheus - DJ Mouss - DJ Rodriguez - DJ Spinna & Jigmastas - DJ Stix - DJ Zebra - Doctor L & The Explorers - Dr Israel - El Gran Silencio - Fatboy Slim - Faze Action - Freestylers (feat. MC Navigator & Tenor Fly) - Godspeed You! Black Emperor - High Tone - Indian Ropeman - Johnny Dowd - Kariang Vibes Feat. The Shashamani Band, Prezident Brown, Doniki, Kulcha Knox, Terry Ganzie - Kurtis Mantronik - Kyu - Les Frères Morvan - Maniacs vs Sharkiat - Mathieu Boogaerts - Mich Gerber - Nashville Pussy - Nitin Sawhney - P18 - Philippe Pascal - Pere Ubu - Petit Vodo - Princess Superstar - Purity - Rae & Christian - Rasmus - Rhudabega - Richard Cameron & Karin Ras - Richie Hawtin aka Plastikman - Seven Dub - Sidestepper - Stacey Pullen - Subsonic Legacy - Tahiti 80 - Terminalhead - The Scratch Perverts & Second to None - The Wiseguys - Trumystic Sound System - Tryo - Virago.
Annulation : Delakota.

## Édition 1997
Ace - Acid Brass - Afro Jazz - Alabama 3 - Aphrodite - B.T. - Bassbin Twins - Bed - Bill Riley - Bly - Boat People Superstar - Bobby Sichran - Brother Resistance - Cool Freddy Jay - Cornershop - Daara J - Darrell Wynn - Darren Price - Death in Vegas - Depth Charge - DJ Azaxx - DJ Benny Boy - DJ Cheb Aziz - DJ Funk - DJ Gilb'r - DJ Linus - DJ Morpheus - DJ Némo & Tao Pai Pai - DJ Q - DJ Wild Child - DJ Zebra - Djoloff - Dionysos - Eric Borgo - Faudel - Femi - Anikulapo Kuti & The Positive Force - Femmouzes T. - Fluke - Foo Fighters - Gemini - Gnawa Diffusion - Gwenfol feat Yann-Fañch Kemener - Headrillaz - Hometown Dj Posse - Improvisators Dub - Impulsion feat. Issakidis - Insane Clown Posse - Invisibl Skratch Picklz feat. Q Bert, D-Styles, Short Kut - Invisible Pair of Hands - Jeff Mills - Jon Carter - Juryman V Spacer - Kalibre 33 - Kanjar'Oc - KDD - Khao - Kid Koala - King Cobb Steelie - Krash Slaughta - Le Couple Aveugle du Mali - Les Nouveau-Nés - Les Rythmes Digitales - Long Fin Killie - Luke Slater - Lunatic Calm - Marc Em - Midfield General - Mister Gang - Monkey Mafia - Mouse On Mars - Olivier B - Orange Blossom - Pierpoljak - Pressure Drop - Project 23 - Rachid Taha - Rangers Crew - Rocket from the Crypt - Roni Size Reprazent - Salaryman - Sergent Garcia - Shift - Shout - Square One - Subject 13 - Svinkels - Tanger - The Delta 72 - The Hangovers - The Make-Up - The Sons of Silence DJ's - The Wiseguys - Tipsy - Tortoise - Twenty Miles - Ween - Yann Tiersen.
Annulations : Afrika Bambaataa, Cut La Roc.

## Édition 1996
2 Bal 2 Neg' - Afro Celt Sound System - Ani DiFranco - Annie Ebrel - Ashley Beedle - Ashley MacIsaac - Black StarLiner - Boo Yaa T.R.I.B.E. - Busta Flex - Candie Prune - Carl Cox - Carlinhos Brown - Carré Manchot - CJ Bolland - Cubist Blues (Alan Vega, Alex Chilton, Ben Vaughn Combo) - Daft Punk - David Thomas & Two Pale Boys - Deche dans Face - Dimitri from Paris - DJ Crabbe - DJ Geoffroy - DJ Gregory - DJ Kevin - DJ Morpheus - DJ Sneak - DJ Tonka - Dorfmeister - Faust - François Merville Quintet - General D - Hanuman Care Kit - Ilana (P.O.F.) - Impulsion - Jayne Cortez & The Firespitters - Jérôme Minière - Jori Hulkkonen - Justin Robertson - Kula Shaker - Les Déesses Africaines - Les Rabza - Lionrock - Little J & Le Pm - Lone - Martyn Bennett - Mass Hysteria - Meira Asher - Miss Kittin - Monk & Canatella - Mundy - Mystica Teacha - Nada Surf - Patrice Moore - Paul Johnson - Poupie Colors - Rinôçérôse - Roger Sanchez - Roland Casper - Rom - Sex Toy - Shaï No Shaï - Sherpas - Sneaker Pimps - Soulchoc - Spicy Box - Sven Löve - Tao Paï Paï - Terry Mullan - The Aloof - The Driven - The Mike Flowers Pops - The Propellerheads - Ulan Bator - Useless - Věra Bílá & Kale.
Annulations : Alex Reece, Kruder, LTJ Bukem & MC Conrad, Nicolette, Screaming Trees.

## Édition 1995
Akabu - Alan Stivell - Ar Re Yaouank - Ash - Attica Blues - Audio Active - Big Soul - Bim Sherman - Bloodhound Gang - Boplicity - Charles Schillings - Chico Science & Nação Zumbi - Daft Punk - Daphree Phunkateerz - David Peel & The Lower East Side - Derrick Carter - De-Tri-Mental - Dirty Three - DJ Ata - DJ Cam - DJ Cover - DJ Deep - DJ Dick - DJ Galliano - DJ Gilb-R & MC Otis - DJ Krush - DJ Mau-Mau - DJ Morpheus - DJ Shadow - Doo Rag - Fumiya Tanaka - Fun-Da-Mental - Garbage - Gary Clail On U Sound System & The Full Nine Yards - Green Velvet - HMC - James Hall - James Lavelle - Jimmy Jay présente Cool Session 2 & Sleo - José Padilla - Josh Wink - Julien Lourau Groove Gang - Jungle Hala - Kenobi - Kick Back - La Funk Mob - Lady B - Laurent Garnier - Little Annie - Little Axe - Loop Guru - Lordz of Brooklyn - Majipoor - Mandrax - Masters at Work - MC Ribs - Moloko - Motorbass - Neil Landstrumm - Oktopus - Ollano - Oneyed Jack - Peshay - Presidents of the United States of America - Pressure Sound DJ's - Prophets of da City - Radio Tarifa - Ralf - Red Snapper - Renegade Soundwave - Rico - Ruby - Saï Saï - Scan X - Spain - St Germain - Sugar Ray - Suns of Arqa - Temple Roy - Terminal Buzz Bomb - The Chemical Brothers - The Mighty Bop - The Psychonauts - Yann Tiersen - Zion Train.
Annulations : DJ Krush, Jasper & The Prodigal Suns, Keyboard Money Mark, Miss Djax, Silmarils.

## Édition 1994
Africa Unite - Aipa'Atout - Bandulu - Beck - Black Lions & Wadada - Casse Pipe - Celtas Cortos - Complot Bronswick - Cracker - DJ Ben - DJ Dick - DJ Doc Martin - DJ Double A & Jack O'Mollo - DJ Rockett - DJ Shakra - Drive Blind - Emma - Facteur X - FFF - Flat Duo Jets - Florian - Funk Fu - Girls Against Boys - Hem's - Huutajat - ISP - Jack O'Lanternes - Juan Atkins - Jungle - Jungle Posse Feat. DJ Ron vs. MC Five O & DJ Noodles - Kcongo's Gruv - L7 - Lama Gyourme & Jean-Philippe Rykiel - Married Monk - Massive Attack - Mau Mau - Offspring - Portishead - Positive Black Soul - Prohibition - Rockers Hifi - Sandals - Sankofa - Sha-Key - Shellac - Silent Majority - Simple Posse - Sloy - Soul Coughing - Spearhead - Suns of Arqa - T5A - The Prodigy - The Roots - Transglobal Underground - Vein - Venus de Rides - Vic Chesnutt - Wayne Kramer.
Annulations : Beastie Boys, Hole, The Black Crowes.

## Édition 1993
A Subtle Plague - Aj Croce - Alejandro Escovedo - Atom - Atomic Swing - Ben Harper - Billy Ze Kick - Björk - Burning Heads - Charly Cottage - Citrus - CNN - Dash Rip Rock - Didier Sinclair - DJ Bertrand - DJ Blake Baxter - Dj Carl Cox - DJ Dee - DJ Eric Rug - DJ GG - DJ Graeme Park - DJ Mix Master Morris - DJ Moose - Dread Zone - El Gringo - Fleshquartet - Gloomies - Goober & The Peas - Grant Lee Buffalo - Greg Brown - Gunners - Intokable - Jamiroquai - Jesus Lizard - La Tordue - Aquarium - Laurent Warin - L'Ecole du Crime - Les Nains de Jardin - Lighthouse - Link Wray - Lofofora - Mad Professor - Malik - Marco Lipz - Morphine - Mystery Slang - No One Is Innocent - Nova nova - Orbital - Original Rockers - Philippe Pascale - Rainer - Regg'Lyss - Rita Mitsouko - Sinclair - Smoothy Filth - Spooky - Stormcore - Suede - Tal Stef - The Squares - Tom Bouthier - Ultimate High (vs Pills en invité surprise) - Whore.

## Édition 1992
DC Basehead - Me Phi Me - Ali Hassan Kuban - Denez Prigent
Princess Erika - Last Poets - Mark Curry
13th Hole - 808 State - Alliance Ethnik - Bad Livers - Barking Dogs - Blindfolded - Bootsauce - Café Tacuba - Cell - Chelsea - Corman & Tuscadu - Cowboy Mouth - Cut The Navel String - Dédé Traké - The Disposable Heroes of Hiphoprisy - DJ Jack - DJ Lewis - DJ Pascal - DJ Trevor Fung - DumDum Boys - Element of Crime - Frankie Bones - French Lovers - House Breaker - Human Spirit - Jim Rose Circus Sideshow - Juan Trip - Katerine - Les Pires - Les Tontons flingueurs - Mad Mike - Magnapop - Massilia Sound System - Mum's the Word - Mush - Pascal Comelade - Pavement - Pills - Sale Défaite - Sawt el Atlas - Sens Unik - Sonic Youth - Straw Dogs - Sugar - Suicide - Tab Two - TaÿFa - The Dick Nixons - The Orb - The Pale - The Stairs - Tragically Hip - Underground Resistance - Venus de Rides - Vibrastone - Why Ted?.
Annulations : Derrick May, Hugh Cornwell, Jeff Mills.

## Édition 1991
Assassin - Au P'tit Bonheur - Back to The Planet - Betty Boop - Bogeymen - Bruno Green & The Easy Sliders - Charles et les Lulus - Chris Whitley - Core Dump - Curve - CWP 35 - Daddy Yod - David Vincent - Dazibao - Dead Gregory's - Dirty District - DJ Barmy & DJ Oates - Dominique Dalcan - Donké - Dorothy Masuka - Dr Phibes & The House of Wax Equations - Galliano - Gallon Drunk - Gary Clail On U Sound System - Jah Shaka's Sound System - James - Justice - Keziah Jones - Leon Redbone - Les Champêtres de Joie - Les Skippies - Louise Féron - Malka Family - MC Solaar - Momma Stud - Nirvana - Penfleps - Rôade - Shoulders - Son of Bazerk - The Little Rabbits - The Poet Generation - Tobo et les Flammes - Tony Joe White - Wet Furs - Will T.Massey - Zao - Zebda.
Annulation : Mari Boine Persen.

## Édition 1990
22 Pistepirkko - Bangkok Paddock - Benjamin Zephaniah - Black Maria - Bo Dollis & The Wild Magnolias - Bootsy Collins'Rubber Band - Boukman Eksperyans - Canray Fontenot - Catalogue - Clea & Mc Leod - Colin James - Complètement - Cosmic Wurst - Defek Fun - Dewey Balfa - Dizzy Romeo - Dolce Vita DJ's - Dread Zeppelin - El Vez - Elridge Thibodeaux - Euphoric Trapdoor Shoes - FFF - French Lovers - Havana 3a.m. - I.A.M. - Kent - Kid Frost - Kni Crik - Les Cacahuètes Hurlantes - Les Coquines - Les Croaks - Les Loups - Les Skippies - Les Surgelés - Les Tétines Noires - Luka Bloom - Lydie Vendredi - Marcel Kanche - Pigalle - Ruben Guevara - Sam Amazon - Scatterbrain - Screaming Target - Sex Tatoo - Shredded Ermine's - Silverfish - The Soup Dragons - Stepping Stones - Stereo MC's - Steve Jordan - Stress - The La's - The Living - The Lunachiks - The Rebirth Brass Band - The Words - Tony Truant - Von Magnet - Woodentrucks - World Party.
Annulations : Ruff Ruff And Ready, EAT.

## Édition 1989
24.7 Spyz - Anechoic Chamber - Anna Palm - Barrence Whitfield & The Savages - Bo Diddley - Borghesia - C.C.C.P. - Chicco - Corman & Tuscadu - Coyote Pass - Einstürzende Neubauten - Elmer Food Beat - Foreign Affair - House Of Love - Izit - Jimmy Oihid - La Busqueda - La Place - Le Cri de la mouche - Le Train Fantôme - L'Echo Raleur - Lenny Kravitz - Les Casse Pieds - Les Maracas - Les Naufragés - Les Nus - Les Soucoupes violentes - Les VRP - Merci Simka - Mojo Nixon & Skid Roper - Off the Wall - Onipa Nua - Otis Grand & The Dance Kings - Phillip Boa & The Voodooclub - Richard Barone - Rory Mc Leod - Royal Crescent Mob - Scieur Z - Sons of the Desert - Sttellla - The Beatnigs - The Grief - The Washington Squares - Treponem Pal - Urban Dance Squad - Verska Vis - Vibeke Hansen - Wroomble Experience.

## Édition 1988
Apple Mosaïc - Bel Canto - Ben Vaughn Combo - Certain General - Cheb Kader - Chico - Christian Dargelos - Costes - Dominic Sonic - Double Nelson - Forgette Mi Note - Georgie Fame and the Blue Flames - Heera - Hugo Largo - Implosion III - James Taylor Quartet - Joel Drouin & Little Bob - Johan Asherton - Kampec Dolores - Mano Negra - La Muerte - Les Enfants Terribles - Les Goulues - Les Négresses Vertes - Litfiba - Loorie Petitgand - Marc Seberg - Michelle Shocked - Mint Juleps - Mona Soyoc - Moondog - Picasso Y Los Simios - Ray Gelato's Giants of Jive - Resistance - Robyn Hitchcock and the Egyptians - S.E. Rogie - Stephan Eicher - Ted Milton - Red Ted - The Shakers - The Sugarcubes - Théo Hakola - World Domination Enterprises - X-Ray Pop - Yargo.
Annulations : Noir Désir, The Wonder Stuff.

## Édition 1987
3 Mustaphas 3 - Age of Chance - Babylon Fighters - Blues'N Trouble - Boogie Brothers - Boys Wonder - Christian Marclay - Cœur Noir - Deltones - Dominic Sonic - Eeurop - Fishbone - Gaye Bykers on Acid - Gipsy King - Happy End - Head - Hotel du Nord - Howard Hughes & The Western Approaches - Ivamain - Laibach - Les Conquérants - Les Satellites - Liza 'N' Eliaz - Marc Seberg - Martin Stephenson and The Daintees - Mirou Trio - Nyah-Fearties - Royal Deluxe - Road Runners - Scoubidous - Sprung aus den Wolken - The Band of Holy Joy - The Cropdusters - The Inspirational Choir - The Men they couldn't Hang - The Muscle Shoal - The Shamen - The Young Gods - Voice Of The Beehive - Von Magnet - Wild Ones - X-Ray Pop - Yargo - Zoot and The Roots.
Annulations : Westworld, Stump.

## Édition 1986
Anches Doo Too Cool Duo - Arno - Bérurier Noir - Bill Baxter - Blah Blah Blah - Blubbery Hellbellies - Carmel - Cast of Thousands - Dole - Elli Medeiros - Étienne Daho - Happy Drivers - Howlin' wilf and the Vee Jays - Jérôme Soligny - Kakal Band - Les Avions - Ludwig von 88 - Marc Minelli - Mighty Lemon Drops - Mint Juleps - Nikki Sudden and The Jacobites - Noir Désir - Pianosaurus - Potato Five - Rent Party - Restless - Robert Farrel - Shop Assistants - Slim (groupe)Slim - Splassh ! - Test Department - That Petrol Emotion - The Feelies - The Mission - The Purple Helmets - Ubik - Wart - Washington Dead Cats - Wild Swans - Zodiac Mindwarp & The Love Reaction.

## Édition 1985
Buddy Curtess And The Grasshoppers - Danielle Dax - Doctor and the Medics - Forest Hillbillies - Front 242 - Grand magasin - Jad Wio - Jeffrey Lee Pierce - Kissing Bandits - Les Bandits - Les Beaux Ténébreux - The Bonaparte's - Me and the Heat - Redskins - Robyn Hitchcock - Sigue Sigue Sputnik - The Jazz Butcher - The Screaming Blue Messiahs - The Woodentops - Unholy Trinity - Vendetta Palace.
Annulations : Rent Party, Fine Young Cannibals.

## Édition 1984
Chevalier Brothers - Christian Dargelos - Evening Legions - Joe King Carrasco & The Crowns - Lord Nelson - Les Malades - Lyres - One The Juggler - Passion Fodder - Pharaohs - Prof Pinpin et ses Funk-Noz - Ray Lema - Richard Hell - Sergeï Papail - Sid Presley Experience - Stephan Eicher - The Fall - The Truth.

## Édition 1983
Band A Part - Braise Cendar - Cabaret Voltaire - Complot Bronswick - End of Data - Fixed Up - Los Flamingos - Flying Padovanis - Gamine - Kalashnikov - Kwatsu - La Fundaciòn - Les Conquérants - Les Respectables - Litfiba - Los Desechables - Meca Rhythm - Outlines - Ptose - Semblant Décors - Splassh ! - Tales - TC Matic - The Prisoners - Ventre - Wild Child - Zazou Bikaye.

## Édition 1982
Bill Baxter - Blurt - Daisy Duck - Des Airs - Dick Tracy - Hermine - Jo Sevilor et ses Royal Cones - Le Mur - Les Intouchables - Kas Product - Les Princes de l'Islam - Les Rois Fainéants - Liliput - Lobotom Cast - Lol Coxhill - L'Ombre Jaune - Marc Minelli - Marie Et Les Garçons - Minimal Compact - Nicolas Cruel - Nurse - Pelle Miljoona Oy - Les Playboys - Printemps Noir - Tabou - Tango Lüger - The Honeymoon Killers - Tohu Bohu - Trotskids.

## Édition 1981
Andrew More - Berlin 38 - Blessed Virgins - C K C - Carte de Séjour - Complot Bronswick - Corazon Rebelde - Dogs - Donalds - Frakture - France-Angleterre - Fred Fatigueros - Inc - Les Civils - Les Flics - Les Plaies - L'Ombre Jaune - Oenix - Opposition - P. 38 - Pin-Ups - Radio Romance - Ticket - Tweed - Ubik.

## Édition 1980
Affection Place - Étienne Daho Jr - Frakture (avec Sapho en invité surprise) - James Bond - Les Nus - Orchestre rouge - Mister Mongol - Myckeyn'stein - Les Parasites - Private Jokes - Sax Pustuls - Sucette Buvard - Ticket - U.V. Jets.

## Édition 1979
- jeudi 14 juin : Zero - Philippe Brunel groupe - Oniris - Anches Doo Too Cool duo - Entre les Deux Fils Dénudés De La Dynamo - Cisum
- vendredi 15 juin : Projectile - TVC 15 - Fracture - Marquis de Sade - Koukou Maman - Excès de Zèle